# Danimarca ai XXI Giochi olimpici invernali
La Danimarca ha partecipato ai XXI Giochi olimpici invernali di Vancouver, che si sono svolti dal 12 al 28 febbraio 2010, con una delegazione di 18 atleti.

## Biathlon
| Gara              | Atleta             | Penalità    | Tempo d'arrivo | Posizione |
| ----------------- | ------------------ | ----------- | -------------- | --------- |
| 10 km sprint      | Øystein Slettemark | 7 (3+4)     | 30'55"8        | 86        |
| 20 km individuale | Øystein Slettemark | 8 (2+1+2+3) | 61'12"9        | 88        |

## Curling

### Torneo maschile
La squadra è stata composta da:
- Ulrik Schmidt (skip[2])
- Johnny Frederiksen (fourth)
- Bo Jensen (second)
- Lars Vilandt (lead)
- Mikkel Poulsen (alternate)

#### Prima fase
| Sessione | Squadre     | Finale | 1 | 2 | 3 | 4 | 5 | 6 | 7 | 8 | 9 | 10 | 11 |
| -------- | ----------- | ------ | - | - | - | - | - | - | - | - | - | -- | -- |
| 1        | Svizzera    | 6      | 0 | 0 | 0 | 1 | 1 | 0 | 4 | 0 | 0 | 0  |    |
| 1        | Danimarca   | 5      | 0 | 0 | 0 | 0 | 0 | 1 | 0 | 2 | 1 | 1  |    |
| 3        | Danimarca   | 1      | 0 | 1 | 0 | 0 | 0 | 0 | 0 | X | X | X  |    |
| 3        | Cina        | 8      | 1 | 0 | 3 | 2 | 1 | 0 | 1 | X | X | X  |    |
| 4        | Danimarca   | 7      | 0 | 2 | 0 | 1 | 0 | 0 | 1 | 1 | 0 | 1  | 1  |
| 4        | Stati Uniti | 6      | 1 | 0 | 2 | 0 | 0 | 2 | 0 | 0 | 1 | 0  | 0  |
| 5        | Regno Unito | 9      | 0 | 0 | 2 | 0 | 1 | 0 | 0 | 3 | 0 | 3  |    |
| 5        | Danimarca   | 6      | 0 | 1 | 0 | 1 | 0 | 2 | 0 | 0 | 2 | 0  |    |
|          | Danimarca   | 3      | 1 | 0 | 1 | 0 | 1 | 0 | X | X | X | X  |    |
| Canada   | 10          | 0      | 2 | 0 | 5 | 0 | 3 | X | X | X | X |    |    |
| 7        | Norvegia    | 6      | 0 | 1 | 0 | 2 | 0 | 0 | 0 | 3 | 0 | X  |    |
| 7        | Danimarca   | 3      | 0 | 0 | 1 | 0 | 1 | 0 | 0 | 0 | 1 | X  |    |
| 9        | Danimarca   | 9      | 1 | 0 | 0 | 4 | 1 | 0 | 2 | 0 | 1 | X  |    |
| 9        | Germania    | 5      | 0 | 2 | 0 | 0 | 0 | 2 | 0 | 1 | 0 | X  |    |
| 11       | Francia     | 6      | 1 | 1 | 0 | 2 | 0 | 0 | 0 | 0 | 1 | 0  | 1  |
| 11       | Danimarca   | 5      | 0 | 0 | 1 | 0 | 3 | 0 | 0 | 0 | 0 | 1  | 0  |
| 12       | Svezia      | 7      | 3 | 0 | 2 | 1 | 0 | 0 | 0 | 0 | 0 | 1  |    |
| 12       | Danimarca   | 6      | 0 | 1 | 0 | 0 | 2 | 1 | 1 | 0 | 1 | 0  |    |

Classifica
| Squadre     | G | V | P | PF | PS |
| ----------- | - | - | - | -- | -- |
| Canada      | 9 | 9 | 0 | 75 | 37 |
| Norvegia    | 9 | 7 | 2 | 64 | 43 |
| Svizzera    | 9 | 6 | 3 | 53 | 44 |
| Svezia      | 9 | 5 | 4 | 50 | 52 |
| Regno Unito | 9 | 5 | 4 | 57 | 44 |
| Germania    | 9 | 4 | 5 | 48 | 60 |
| Francia     | 9 | 3 | 6 | 37 | 63 |
| Cina        | 9 | 2 | 7 | 52 | 60 |
| Danimarca   | 9 | 2 | 7 | 45 | 63 |
| Stati Uniti | 9 | 2 | 7 | 43 | 59 |

### Torneo femminile
La squadra è stata composta da:
- Angelina Jensen (skip[3])
- Madeleine Dupont (fourth)
- Denise Dupont (third)
- Camilla Jensen (lead)
- Ane Håkansson Hansen (alternate)

#### Prima fase
| Sessione | Squadre     | Finale | 1 | 2 | 3 | 4 | 5 | 6 | 7 | 8 | 9 | 10 | 11 |
| -------- | ----------- | ------ | - | - | - | - | - | - | - | - | - | -- | -- |
| 1        | Danimarca   | 5      | 0 | 0 | 2 | 0 | 1 | 0 | 0 | 2 | 0 | 0  |    |
| 1        | Svezia      | 6      | 0 | 0 | 0 | 1 | 0 | 2 | 0 | 0 | 2 | 1  |    |
| 3        | Russia      | 7      | 0 | 0 | 1 | 0 | 0 | 2 | 0 | 1 | 1 | 2  |    |
| 3        | Danimarca   | 3      | 0 | 0 | 0 | 2 | 0 | 0 | 1 | 0 | 0 | 0  |    |
| 4        | Danimarca   | 7      | 1 | 1 | 0 | 0 | 0 | 1 | 3 | 0 | 1 | 0  |    |
| 4        | Stati Uniti | 6      | 0 | 0 | 2 | 1 | 1 | 0 | 0 | 1 | 0 | 1  |    |
| 5        | Cina        | 11     | 1 | 2 | 1 | 2 | 0 | 5 | X | X | X | X  |    |
| 5        | Danimarca   | 1      | 0 | 0 | 0 | 0 | 1 | 0 | X | X | X | X  |    |
| 6        | Danimarca   | 4      | 0 | 1 | 0 | 0 | 0 | 2 | 0 | 0 | 0 | 1  | 0  |
| 6        | Canada      | 5      | 1 | 0 | 0 | 1 | 0 | 0 | 0 | 1 | 1 | 0  | 1  |
| 7        | Danimarca   | 7      | 2 | 1 | 0 | 2 | 0 | 0 | 1 | 1 | 0 | 0  |    |
| 7        | Svizzera    | 8      | 0 | 0 | 2 | 0 | 2 | 1 | 0 | 0 | 2 | 1  |    |
| 8        | Germania    | 5      | 0 | 0 | 1 | 0 | 0 | 0 | 1 | 0 | 3 | 0  |    |
| 8        | Danimarca   | 6      | 0 | 3 | 0 | 0 | 0 | 1 | 0 | 1 | 0 | 1  |    |
| 10       | Regno Unito | 8      | 0 | 3 | 0 | 2 | 0 | 1 | 0 | 1 | 0 | 1  |    |
| 10       | Danimarca   | 9      | 1 | 0 | 2 | 0 | 1 | 0 | 3 | 0 | 2 | 0  |    |
| 12       | Giappone    | 5      | 0 | 0 | 0 | 2 | 0 | 2 | 0 | 0 | 1 | X  |    |
| 12       | Danimarca   | 7      | 0 | 0 | 3 | 0 | 1 | 0 | 0 | 3 | 0 | X  |    |

Classifica
| Squadre     | G | V | P | PF | PS |
| ----------- | - | - | - | -- | -- |
| Canada      | 9 | 8 | 1 | 56 | 37 |
| Svezia      | 9 | 7 | 2 | 56 | 52 |
| Cina        | 9 | 6 | 3 | 61 | 47 |
| Svizzera    | 9 | 6 | 3 | 67 | 48 |
| Danimarca   | 9 | 4 | 5 | 49 | 61 |
| Germania    | 9 | 3 | 6 | 52 | 56 |
| Regno Unito | 9 | 3 | 6 | 54 | 59 |
| Giappone    | 9 | 3 | 6 | 64 | 70 |
| Russia      | 9 | 3 | 6 | 53 | 60 |
| Stati Uniti | 9 | 2 | 7 | 43 | 65 |

## Freestyle
| Gara                | Atleta                   | Qualificazioni | Qualificazioni | Ottavi | Quarti | Semifinali | Finale |
| ------------------- | ------------------------ | -------------- | -------------- | ------ | ------ | ---------- | ------ |
| Ski cross femminile | Sophie Fjellvang-Sølling | 1'20"41        | 20             | 3      |        |            |        |

## Pattinaggio di velocità
| Gara   | Atleta         | Tempo   | Posizione |
| ------ | -------------- | ------- | --------- |
| 3000 m | Cathrine Grage | 4'20"93 | 27        |
| 5000 m | Cathrine Grage | 7'23"83 | 14        |

## Sci alpino
| Gara    | Atleta           | 1° manche    | 2° manche | Tempo totale | Posizione |
| ------- | ---------------- | ------------ | --------- | ------------ | --------- |
| Slalom  | Markus Kilsgaard | non partito  |           |              |           |
| Gigante | Markus Kilsgaard | squalificata |           |              |           |
| Super-g | Johnny Albertsen | 1'35"69      | 1'35"69   | 1'35"69      | 40        |
| Discesa | Johnny Albertsen | 2'00"12      | 2'00"12   | 2'00"12      | 53        |

| Gara    | Atleta         | 1° manche | 2° manche | Tempo totale | Posizione |
| ------- | -------------- | --------- | --------- | ------------ | --------- |
| Slalom  | Yina Moe-Lange | 1'02"75   | 1'01"95   | 2'04"70      |           |
| Gigante | Yina Moe-Lange | 1'24"68   | 1'18"99   | 2'43"67      | 47        |

## Sci di fondo
| Gara                        | Atleta           | Tempo d'arrivo | Posizione |
| --------------------------- | ---------------- | -------------- | --------- |
| 15 km a tecnica libera      | Jonas Thor Olsen | 39'01"8        | 76        |
| 30 km inseguimento          | Jonas Thor Olsen | doppiato       | 55        |
| 50 km con partenza in linea | Jonas Thor Olsen | 2h 25'00"9     | 48        |

## Snowboard
| Gara                      | Atleta         | Qualificazioni | Qualificazioni | Quarti | Semifinali | Finale |
| ------------------------- | -------------- | -------------- | -------------- | ------ | ---------- | ------ |
| Snowboard cross femminile | Julie Lundholt | 1'31"29        | 15             | 4      |            |        |